# OK!

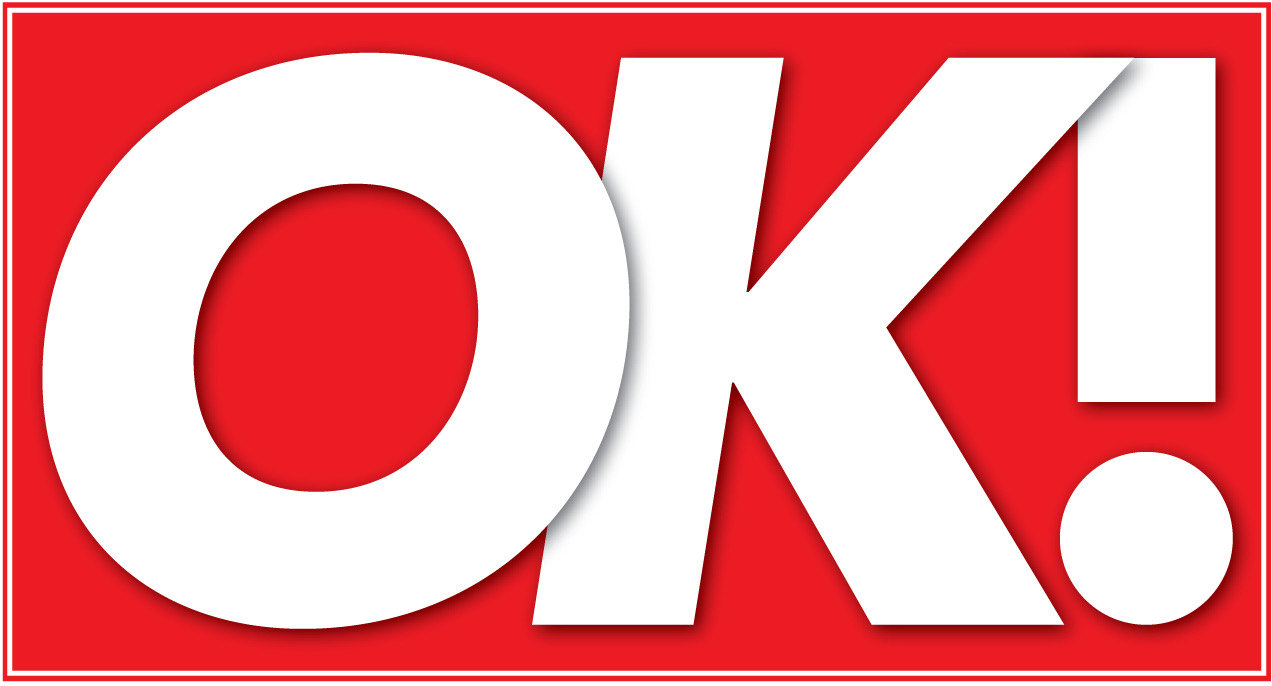

OK!는 영국의 잡지이다. 1993년 4월 처음 발행되었다.